# Ülkenköl
Ülkenköl är en saltsjö i Kazakstan.   Den ligger i oblystet Atyraw, i den västra delen av landet, 1 500 km väster om huvudstaden Astana.